# أوليدة
أَوْلِيدَة (باليونانية: Αυλίδα) بلدية بجزيرة وابية باليونان. كانت تعد 8.300 نسمة عام 2001.